# بيرسي لويس
بيرسي لويس (بالإنجليزية: Percy Lewis)‏ (مواليد 31 ديسمبر 1927) هو ملاكم من المملكة المتحدة، مثّل بلاده في الألعاب الأولمبية الصيفية 1952.

## روابط خارجية
بيرسي لويس على موقع بوكس ريك (الإنجليزية) (registration required)
- بيرسي لويس على موقع أوليمبيديا (الإنجليزية)
- بيرسي لويس على موقع اللجنة الأولمبية البريطانية (الإنجليزية)